# Giải vô địch cờ vua châu Á

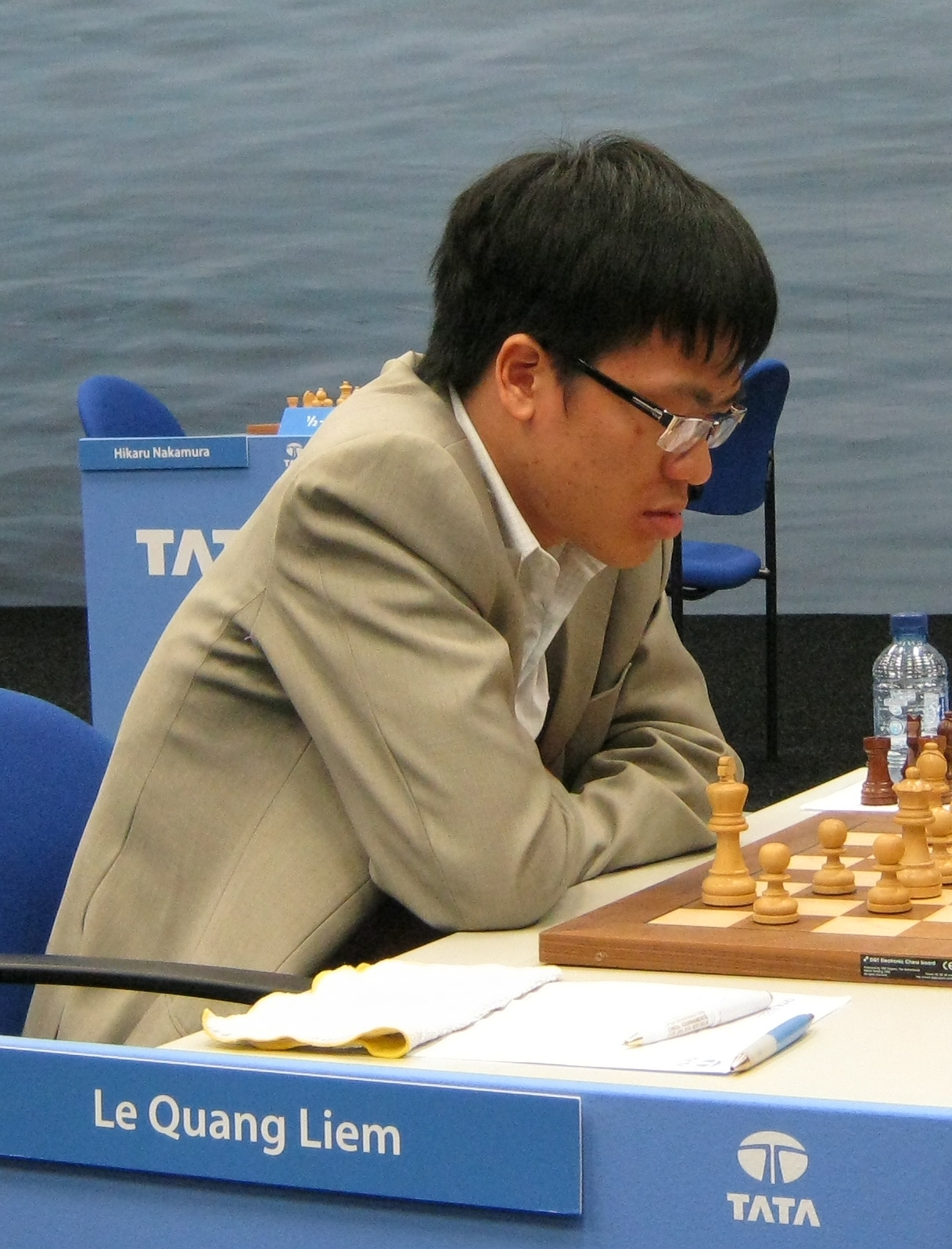
Lê Quang Liêm - kiện tướng cờ vua việt nam

Giải vô địch cờ vua châu Á là giải đấu cá nhân cao nhất ở châu Á về môn cờ vua.
Nội dung nữ có truyền thống lâu đời hơn giải nam khi được tổ chức từ năm 1981, trong khi đó giải nam đến năm 1998 mới bắt đầu. Trong những năm gần đây thành tích của giải này được tính để tham dự các Cúp cờ vua thế giới hay Giải vô địch cờ vua nữ thế giới (theo thể thức loại trực tiếp). Thời gian trước giải tổ chức không đều, có thể cách quãng 2, 3 năm, để phù hợp với các giải vô địch thế giới. Tuy nhiên từ năm 2009 giải được tổ chức đều đặn hàng năm. Hiện tại giải nam lấy 5 suất đứng đầu dự Cúp cờ vua thế giới, còn giải nữ chọn ra nhà vô địch dự Giải vô địch cờ vua nữ thế giới.
Trong số các nhà vô địch có những kì thủ sau này trở thành vô địch thế giới như Kasimdzhanov, Hứa Dục Hoa (giải năm 1998).

## Danh sách các kì thủ đoạt giải

### Giải nữ (từ 1981 đến 1996)
| Năm  | Địa điểm     | Nhà vô địch         |
| ---- | ------------ | ------------------- |
| 1981 | Hyderabad    | Rohini Khadilkar    |
| 1983 | Kuala Lumpur | Rohini Khadilkar    |
| 1985 | Dhaka        | Anupama Gokhale     |
| 1987 | Hyderabad    | Anupama Gokhale     |
| 1991 | Bhopal       | Bhagyashree Thipsay |
| 1996 | Salem        | Tamin Upi Darmayana |

### 1998 đến 2007
Trong giai đoạn này giải thường được tổ chức 2 năm một lần và hai giải nam nữ (trừ năm 2000) được tổ chức riêng.
| Năm  | Địa điểm  | Nam                                                            | Địa điểm     | Nữ                                                      | Chú thích     |
| ---- | --------- | -------------------------------------------------------------- | ------------ | ------------------------------------------------------- | ------------- |
| 1998 | Tehran    | Rustam Kasimdzhanov · Dibyendu Barua · Đào Thiên Hải           | Kuala Lumpur | Hứa Dục Hoa · Eva Repková · Mekhri Ovezova              | [ 1 ] [ 2 ]   |
| 2000 | Udaipur   | Từ Tuấn · Chương Chung · Bành Tiểu Dân                         |              | Hoàng Thanh Trang · Tần Khản Oánh · Rena Mamedova       | [ 3 ] [ 4 ]   |
| 2001 | Kolkata   | Từ Tuấn · Saidali Iuldachev · Surya Shekhar Ganguly            | Chennai      | Lý Nhược Phàm · Subbaraman Vijayalakshmi · Nisha Mohota | [ 5 ] [ 6 ]   |
| 2003 | Doha      | Krishnan Sasikiran · Ehsan Ghaem Maghami · Mohamad Al-Modiahki | Kolkata      | Humpy Koneru · Dronavalli Harika · Hoàng Thanh Trang    | [ 7 ] [ 8 ]   |
| 2004 |           |                                                                | Beirut       | Vương Du · Subbaraman Meenakshi · Cư Văn Quân           | [ 9 ]         |
| 2005 | Hyderabad | Chương Chung · Lý Sư Long · Darmen Sadvakasov                  |              |                                                         | [ 10 ]        |
| 2007 | Cebu      | Trương Bằng Tường · Vương Hạo · Abhijit Kunte                  | Tehran       | Tania Sachdev · Nguyễn Lộ Phỉ · Nguyễn Thị Thanh An     | [ 11 ] [ 12 ] |

### 2009 đến nay
Trong giai đoạn này giải được tổ chức thường niên và hai giải nam nữ tổ chức chung địa điểm và thời gian.
| Năm  | Địa điểm              | Nam                                                      | Nữ                                                                | Chú thích     |
| ---- | --------------------- | -------------------------------------------------------- | ----------------------------------------------------------------- | ------------- |
| 2009 | Vịnh Subic            | Surya Shekhar Ganguly · Chu Duy Kỳ · Dư Ương Y           | Chương Hiểu Văn · Hoàng Thiến · Đinh Diệc Hân                     | [ 13 ] [ 14 ] |
| 2010 | Vịnh Subic            | Nghê Hoa · Wesley So · Abhijeet Gupta                    | Atousa Pourkashiyan · Đinh Diệc Hân · Vương Du                    | [ 15 ]        |
| 2011 | Mashhad               | Pentala Harikrishna · Dư Ương Y · Nguyễn Ngọc Trường Sơn | Dronavalli Harika · Phạm Lê Thảo Nguyên · Eesha Karavade          | [ 16 ] [ 17 ] |
| 2012 | Thành phố Hồ Chí Minh | Parimarjan Negi · Dư Ương Y · Saleh Salem                | Irene Kharisma Sukandar · Mary Ann Gomes · Đàm Trung Di           | [ 18 ] [ 19 ] |
| 2013 | Manila                | Lý Siêu · Oliver Barbosa · Mark Paragua                  | Hoàng Thiến · Đàm Trung Di · Mary Ann Gomes                       | [ 20 ] [ 21 ] |
| 2014 | Sharjah               | Dư Ương Y · Baskaran Adhiban · Nghê Hoa                  | Irene Kharisma Sukandar · Atousa Pourkashiyan · Đàm Trung Di      | [ 22 ]        |
| 2015 | Al Ain                | Salem Saleh · Surya Shekhar Ganguly · S. P. Sethuraman   | Mitra Hejazipour · Thẩm Dương · Subbaraman Vijayalakshmi          | [ 23 ] [ 24 ] |
| 2016 | Tashkent              | S. P. Sethuraman · Lê Quang Liêm · Vi Dịch               | Bhakti Kulkarni · Dinara Saduakassova · Swaminathan Soumya        |               |
| 2017 | Thành Đô              | Vương Hạo · Bốc Tường Chí · Santosh Gujrathi Vidit       | Võ Thị Kim Phụng · Guliskhan Nakhbayeva · R Vaishali              |               |
| 2018 | Makati                | Vi Dịch · Amin Tabatabaei · Lê Quang Liêm                | Padmini Rout · Cung Thiến Vân · Phạm Lê Thảo Nguyên               |               |
| 2019 | Hình Đài              | Lê Quang Liêm · Murali Karthikeyan · S. P. Sethuraman    | Dinara Saduakassova · Irene Kharisma Sukandar · Turmunkh Munkhzul |               |